# 假鬃尾草
假鬃尾草（学名：Leonurus chaituroides）为唇形科益母草属下的一个种。

## 扩展阅读
- 維基物種上的相關：假鬃尾草